# Magnolia poqomchi
Magnolia poqomchi — вид квіткових рослин родини магнолієві (Magnoliaceae). Описаний у 2020 році.

## Назва
Вид названо на честь маянського народу покомчі, який проживає на території поширення виду.

## Поширення
Ендемік Гватемали. Виявлений у хмарному лісі поблизу міста Сан-Кристобаль-Верапас у департаменті Альта-Верапас на півночі центральної частини країни.